# Igreja de Nossa Senhora da Defesa
A Igreja de Nossa Senhora da Defesa ( em italiano:  Chiesa della Madonna della Difesa, em francês:  Église de Notre-Dame-de-la-Défense) é uma igreja católica no bairro de Little Italy em Montreal (Quebec, Canadá). A igreja foi construída por imigrantes italianos oriundos especificamente da região de Molise, para comemorar a aparição de Nossa Senhora da Defesa, em Casacalenda, Molise. Foi projetado por Roch Montbriant e pelo artista canadense Guido Nincheri. A igreja foi construída em estilo românico e sua planta baseada em uma cruz grega. Ela foi inaugurado em 1919.
É famosa por sua grande fachada, mantém uma bela cúpula de tijolos, e especialmente é notada pelos seus afrescos de Guido Nincheri. Um afresco particularmente conhecido retrata Benito Mussolini; pintado antes da Segunda Guerra Mundial, onde se tem o intuito de comemorar a assinatura dos Acordos Lateranenses. A igreja também tem um memorial referente as "vítimas de todas as guerras".
Designada como Sítio Histórico Nacional do Canadá em 2002, está localizada na Avenue Henri-Julien, 6800, na esquina da Dante Street (estações de metrô, Jean-Talon ou Beaubien) no bairro de Rosemont - La Petite-Patrie. Plaqued em 2005, a igreja desde a sua fundação serve a mais antiga comunidade italiana no Canadá.

Três padres servem na igreja, Padre Luca Brancolini, Padre Giuseppe Manzini e Padre Jacques Duplouy; todos são membros da Fraternidade Sacerdotal dos Missionários de São Carlos Borromeu. 

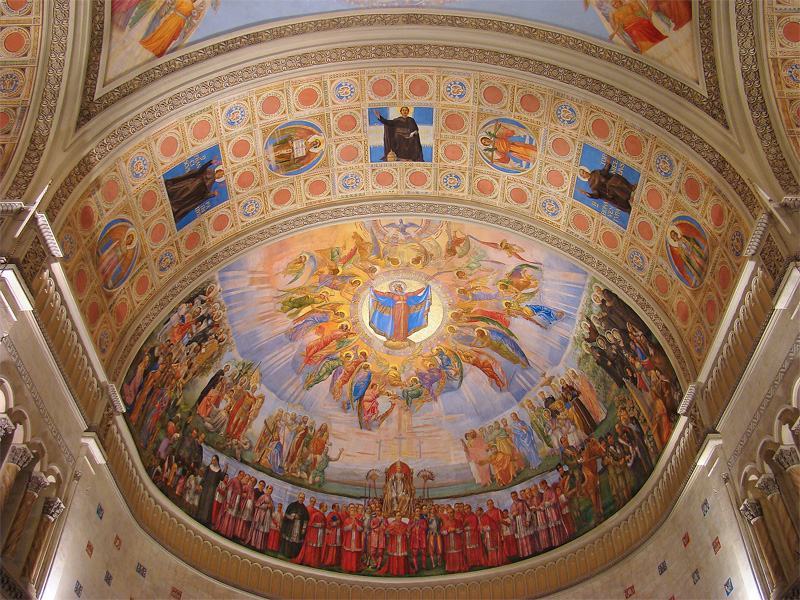
A abside ( abóbada)
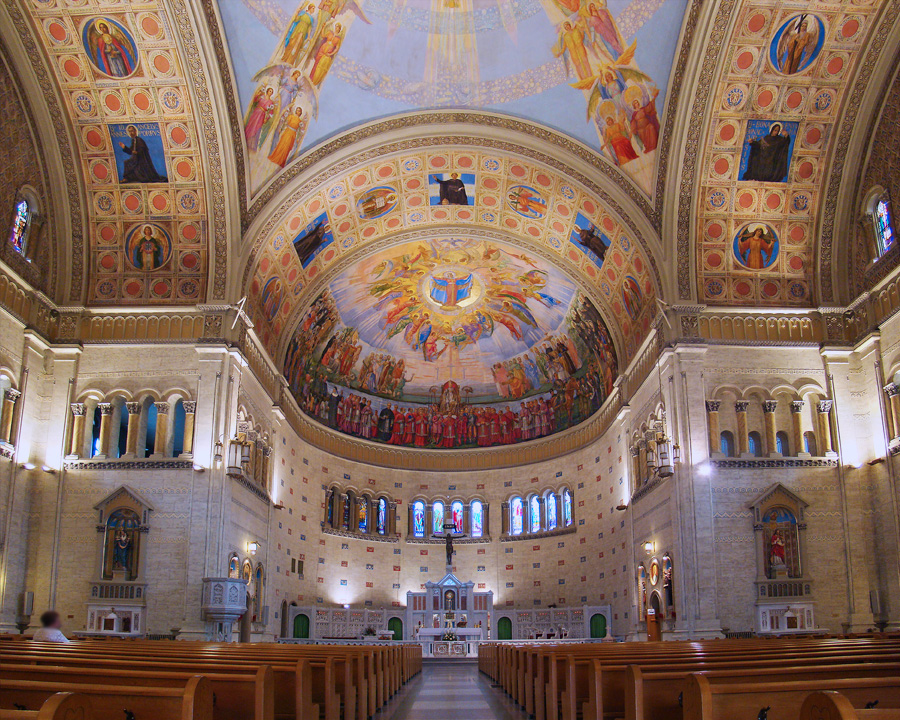
O interior
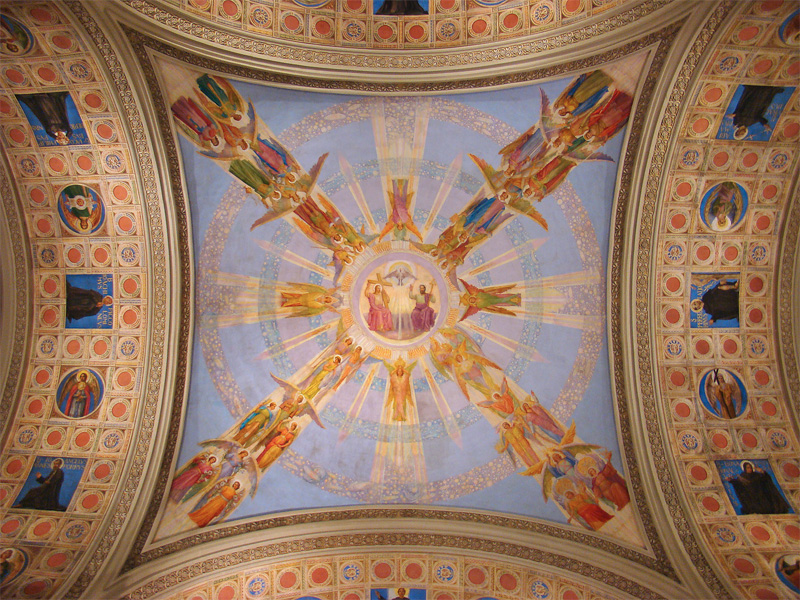
Travessia do transepto